# Joanna Cymerys-Bulenda
Joanna Magdalena Cymerys-Bulenda – polska doktor habilitowana nauk weterynaryjnych, adiunkt w Szkole Główna Gospodarstwa Wiejskiego w Warszawie, specjalistka weterynaryjnych nauk przedklinicznych i wirusologii weterynaryjnej.

## Karieranaukowa
W 2004 roku na Wydziale Medycyny Weterynaryjnej Szkoły Głównej Gospodarstwa Wiejskiego w Warszawie uzyskała stopień doktora nauk weterynaryjnych na podstawie rozprawy pt. Ekspresja białek szoku cieplnego (hsp90, hsp70, hsp27) podczas replikacji wirusa ektromelii ospy myszy: badania in vitro i in vivo, której promotorem był Marek Niemiałtowski. W 2005 roku została zatrudniona na tejże uczelni, a w 2019 roku uzyskała na jej Wydziale Medycyny Weterynaryjnej stopień doktora habilitowanego nauk rolniczych w dyscyplinie weterynarii na podstawie pracy pt. Zbadanie mechanizmów neuroptropizmu i neuropatogenności oraz odporności na substancje przeciwwirusowe wybranych alfaherpeswirusów (EHV-1 i HHV-1) z wykorzystaniem modelu in vitro - pierwotnej hodowli neuronów. W 2024 roku została zatrudniona również w Uczelni Medycznej im. Marii Skłodowskiej-Curie w Warszawie.